# سعد الجبوري
سعد خليل إبراهيم الجبوري  (مواليد 1980،مدينة الموصل) هو شاعر وإعلامي عراقي. حصل على شهادته الإعدادية من ثانوية المتميزين عام 1998 وشهادة البكلوريوس من كلية طب الأسنان - جامعة الموصل عام 2004. له العديد من النصوص والمقالات المنشورة في مختلف الصحف العراقية والعربية والعالمية ويكتب الشعر الفصيح والشعر الشعبي العراقي. نشر له ديوان شعري عام 1999 بعنوان (عندما يصبح للأحزان طعم). وعام 2001 (تسع قصائد) - شعر شعبي عراقي، كما صدر له (الرحيل الخامس) - مجموعة شعرية من مختارات القصائد ما بين 2003 إلى 2013.  وهو رئيس تحرير جريدة بصمة ومدير مؤسسة بصمة الإعلامية منذ عام 2004. وهو عضو الاتحاد العام للأدباء والكتاب العراقيين والاتحاد العام للأدباء والكتاب العرب منذ 1997. عضو اتحاد الأدباء الشعبيين في العراق منذ 1998.

## أعماله
صدر له روايات:
جنزار - بثلاث طبعات - 2014 دار باليميريا بلجيكا - 2015 دار الابداع مصر - 2017 دار نون العراق
مايتريا - طبعتان - 2017 و2019 دار نون العراق
اورشليم نينوى - 2018 - دار ابن رشد مصر.
مجاميع شعرية:
هذيانات القرمطي الاخير 2015
نوستالجيا 2015

## التلفزيون والإذاعة
عمل في مجال الإعلام من خلال راديو الغد وقدم فيه العديد من البرامج الثقافية والاجتماعية مثل - ليش سهران - ظل الكلام - رأيك مهم - جمعة خير - صباح الورد - والعديد من البرامج وما زال مستمرا في العمل الاعلامي الاذاعي وممارسة مهنة الطب والكتابة في آن واحد.

## وصلات خارجية
- http://www.kataranovels.com/novelist/%D8%B3%D8%B9%D8%AF-%D8%AE%D9%84%D9%8A%D9%84-%D8%A7%D9%84%D8%AC%D8%A8%D9%88%D8%B1%D9%8A/
- https://asnadstore.com/p/b1bk
- التأويل الشعري بين المزج والتفرد جريدة الاتحاد، ولوج في 16-7-